# Asaminami-ku (Hiroshima)
Asaminami (安佐南区 Asaminami-ku?) es un barrio de la ciudad de Hiroshima, en la prefectura de Hiroshima, Japón. En junio de 2019 tenía una población estimada de 245.980 habitantes y una densidad de población de 2.102 personas por km². Su área total es de 117,03 km².

## Demografía
Según los datos del censo japonés, esta es la población de Asaminami en los últimos años.
| Año del censo | Población |
| ------------- | --------- |
| 1995          | 185.414   |
| 2000          | 204.636   |
| 2005          | 219.343   |
| 2010          | 233.733   |
| 2015          | 242.512   |